# Avinguda de Meritxell
L'Avinguda de Meritxell és una avinguda que creua Andorra la Vella d'oest a est, des de la plaça Rebés al centre de la ciutat fins al carrer de la Unió a Escaldes-Engordany. Forma part de l'antic camí ral i la carretera tradicional de les valls d'Andorra, avui convertida en avinguda i principal eix comercial del país juntament amb l'Avinguda de Carlemany, a Escaldes-Engordany, carrer que suposa la seva continuïtat al canvi de població.
Al llarg de l'avinguda se succeeixen els blocs de pisos amb botigues, el comerç és més intens al tram superior de l'avinguda i per tota la de Carlemany. També s'hi pot trobar diversos centres comercial i grans magatzems com Pyrénées, Escale i Hyper Andorra. En aquesta zona comercial hi tenen la seu principal gairebé tots els bancs d'Andorra.
L'avinguda duu el nom de la patrona d'Andorra, la Mare de Déu de Meritxell que es troba al santuari situat a Meritxell (Canillo).